# 角川短歌賞
角川短歌賞（かどかわたんかしょう）は、月刊の短歌総合誌『短歌』（角川文化振興財団）が毎年公募する新人賞で、未発表の短歌・五十首連作が対象である。角川俳句賞と同時に設けられた。

## 概要
歴代受賞者の多くは、いわゆる実力派へと成長している。第一回は1955年（昭和30年）であったが、該当作はなかった。これまでに「該当作なし」は5度あるが、直近の2021年（令和3年）は46年ぶりであった。
第70回（2024年）以降の選考委員は、松平盟子、中川佐和子、坂井修一、藪内亮輔の4名が務めている。受賞者には賞状と副賞として賞金30万円が贈られる。

## 歴代受賞作と受賞者
次席以下は抜粋。
- 第1回（1955年） - 該当作なし
  - 最終候補 - 「樹」安騎野志郎、「夕雲」松田さえこ
- 第2回（1956年） - 「棕梠の花」安永蕗子
  - 次席 - 「雨季」川口未根子
- 第3回（1957年） - 「古代悲笳」岡田行雄、「草のある空」加藤正明
- 第4回（1958年） - 「四旬節まだ」生野俊子
- 第5回（1959年） - 「冬木」青木ゆかり
  - 最終候補 - 「榛の木について」板宮清治
- 第6回（1960年） - 「麦は生ふれど」深井芳治、「小さき宴」稲葉京子
- 第7回（1961年） - 「成人通知」浜田康敬
  - 次席 - 「青」黒田淑子
- 第8回（1962年］ - 「冬の稜線」井上正一
  - 次席 - 「夏、暗い罠が」新城貞夫
- 第9回（1963年） - 「老に来る夏」鈴木忠次、「ゴーガン忌」鷲尾酵一
- 第10回（1964年） - 「フラノの沓」苑翠子
- 第11回（1965年) - 「秋序」柴英美子
  - 佳作 - 「山居周辺」森重香代子
  - 候補 - 「青海」佐藤通雅
- 第12回（1966年） - 該当作なし
- 第13回（1967年） - 「声また時」武田弘之
  - 候補 - 「荒涼たる風景」奥村晃作
- 第14回（1968年） - 「年々の翠」小山そのえ
- 第15回（1969年） - 「桜花の記憶」河野裕子
- 第16回（1970年） -  該当作なし
- 第17回（1971年） - 「幻としてわが冬の旅」竹内邦雄
  - 候補 - 「太陽の朝餉」永井陽子
- 第18回（1972年） - 「縦走砂丘」江流馬三郎
- 第19回（1973年） - 「黒き葡萄」宮岡昇
  - 候補 - 「八月」竹山広
- 第20回（1974年） - 「テクノクラットのなかに」鵜飼康東
- 第21回（1975年） - 　該当作なし
  - 次席 - 「二十歳の譜」栗木京子
- 第22回（1976年） - 「白き路」大谷雅彦
  - 候補 - 「空の滑り台」阿木津英
- 第23回（1977年） - 「帆を張る父のやうに」松平盟子
- 第24回（1978年） - 「熱情ソナタ」新川克之、「望郷」大崎瀬都
  - 候補 - 「柵内の豹」池田はるみ
- 第25回（1979年） - 「午後の章」今野寿美
  - 候補 - 「風舌」阿木津英、「海が膨らむ」武藤雅治
- 第26回（1980年） - 「風天使」吉沢昌実、「一片の雲」時田則雄
  - 候補 - 「走れ、まどろみ」西王燦
- 第27回（1981年） - 「花首」志野暁子
  - 候補 - 「ダムダムの首」西王燦
- 第28回（1982年） - 「一期不会」塘健、「こころの壺」井川京子
  - 次席 - 「異郷にて」紀野恵、「バードランドの子守歌」西王燦
  - 候補 - 「転生前夜」久我田鶴子
- 第29回（1983年） - 「血統樹林」江畑實
- 第30回（1984年） - 「野の異類」阪森郁代
  - 候補 - 「神の痛みの神学のオブリガード」古谷智子、「風の丘陵」久我田鶴子
- 第31回（1985年） - 「夏樫の素描」米川千嘉子
  - 次席 - 「野球ゲーム」俵万智
  - 候補 - 「炎天に献ず」荻原裕幸
- 第32回（1986年） - 「八月の朝」俵万智
  - 次席 - 「シンジケート」穂村弘
- 第33回（1987年） - 「アビー・ロードを夢見て」山田富士郎
  - 候補 - 「家族の季」辰巳泰子
- 第34回（1988年） - 「ジュラルミンの都市樹」香川ヒサ
  - 候補 - 「放物線」梅内美華子、「南回帰線まで」久木田真紀
- 第35回（1989年） - 「水の上まで」高橋則子
  - 次席 - 「地球を蹴る」蔵本瑞恵
  - 候補 - 「銀色のバイク」田中章義、「木洩れ日の向こうに」梅内美華子
- 第36回（1990年） - 「キャラメル」田中章義
  - 次席 - 「冬の帽子」梅内美華子
  - 佳作 - 「通過列車の風」上村典子
  - 候補 - 「ほとばしる水」広坂早苗
- 第37回（1991年） - 「横断歩道(ゼブラ・ゾーン)」梅内美華子
  - 佳作 - 「貝寄風」上村典子、「春の嵐」広坂早苗
- 第38回（1992年） - 「夏木立」中川佐和子
  - 次席 - 「藤色電波」早川志織、「女の国原」小谷陽子
- 第39回（1993年） - 「光りて眠れ」岸本由紀
- 第40回（1994年） - 「町、また水のべ」中埜由季子
  - 候補 - 「天使卵伝説」近藤達子、「薔薇になれ」峯澤典子
- 第41回（1995年） - 「霧降る国で」渡辺幸一、「夢と数」河野美砂子
  - 候補 - 「白鳥の紗」岩井謙一、「ぐらぐら」江戸雪、「フリーライターをやめる50の方法」枡野浩一
- 第42回（1996年） - 「素足のジュピター」小守有里
  - 次席 - 「火を移すやうに」大口玲子
  - 候補 - 「猫」富田睦子
- 第43回（1997年） - 「異客」沢田英史
- 第44回（1998年） - 「ナショナリズムの夕立」大口玲子
  - 次席 - 「海辺の山幸彦」熊岡悠子、「サブリミナル」佐々木六戈
- 第45回（1999年） - 「始まりはいつも」福井和子
  - 次席 - 「フリーター的」松村正直、「夜の鳥」佐藤弓生
  - 候補 - 「星の界・砂の界」岡部史
- 第46回（2000年） - 「いびつな果実」松本典子、「百回忌」佐々木六戈
  - 候補 - 「靴箱」松村正直、「空の鏡」鶴田伊津、「高原を吹く風」岡部史
- 第47回（2001年） - 「眼鏡屋は夕ぐれのため」佐藤弓生
  - 次席 - 「光の変容」島田幸典
- 第48回（2002年） - 「星の供花」田宮朋子
  - 次席 - 「空席」魚村晋太郎
  - 佳作 - 「路地生活者」藤島秀憲
- 第49回（2003年） - 「夏の読点」駒田晶子
  - 次席 - 「冷えゆく耳」後藤由紀恵
- 第50回（2004年）- 「乱反射」小島なお[2]
  - 次席 - 「ノートル・ダムの椅子」日置俊次
  - 佳作 - 「ボーダーライン」細溝洋子
- 第51回（2005年） - 「闘牛の島」森山良太
  - 次席 - 「水と付箋紙」光森裕樹
- 第52回（2006年） - 「黙秘の庭」澤村斉美
- 第53回（2007年） - 「桃花水を待つ」 齋藤芳生
  - 次席 - 「舞台TOKYO」武藤義哉
  - 佳作 - 「プラットホーム」田中濯
- 第54回（2008年） - 「空の壁紙」 光森裕樹
- 第55回（2009年） - 「夏の曲馬団」 山田航
- 第56回（2010年） - 「硝子の駒」 大森静佳
  - 次席 - 「あのあたり」小原奈実
- 第57回（2011年） - 「一人、教室」 立花開
  - 次席 - 「海蛇と珊瑚」藪内亮輔
- 第58回（2012年） - 「花と雨」藪内亮輔
  - 佳作 - 「フェイクファー」笠木拓
- 第59回（2013年） - 「忘却のための試論」 吉田隼人、「冬の星図」 伊波真人
  - 佳作 - 「六畳の帆船」鈴木加成太、「クロスロード」廣野翔一
- 第60回（2014年） - 「うみべのキャンバス」 谷川電話
- 第61回（2015年） - 「革靴とスニーカー」 鈴木加成太
  - 次席 - 「シャンデリア　まだ使えます」佐佐木定綱
- 第62回（2016年） - 「魚は机を濡らす」 佐佐木定綱、「輪をつくる」竹中優子
  - 佳作 - 「雲の中スピード出して」カン・ハンナ[3]
- 第63回（2017年） - 「十七月の娘たち」 睦月都
  - 次席 - 「膨らんだ風船抱いて」カン・ハンナ
  - 佳作 - 「ナイルパーチの鱗」 知花くらら
- 第64回（2018年） - 「オン・ザ・ロード」 山川築
  - 次席 - 「蝶の標本」平井俊、「コーポみさき」山階基
  - 佳作 - 「千百キロメートルの因数分解」 カン・ハンナ
- 第65回（2019年） - 「季の風」 田中道孝、「螺旋階段」 鍋島恵子
- 第66回（2020年） - 「光射す海」 田中翠香、「嵌めてください」 道券はな
- 第67回（2021年） -  該当作なし
- 第68回（2022年） - 「injustices」 工藤貴響
- 第69回（2023年） - 「楚樹」渡邊新月
  - 佳作 - 「先生が好き」鈴木すみれ
- 第70回（2024年） - 「光を仕舞う」平井俊